# Nowa Łowcza
Nowa Łowcza (bułg. Нова Ловча) – wieś w Bułgarii, w obwodzie Błagojewgrad, w gminie Chadżidimowo. Według danych szacunkowych Ujednoliconego Systemu Ewidencji Ludności oraz Usług Administracyjnych dla Ludności, 15 czerwca 2020 roku miejscowość liczyła 55 mieszkańców.

## Historia
- W XIX wieku Łowcza była jedną z najlepiej rozwiniętych wsi kowalskich w południowo-wschodniej Macedonii[2]. Jej mieszkańcy specjalizowali się w wyrabianiu klinów, podków i zaopatrywali cały region Salonik[2].

## Osoby związane z miejscowością

### Urodzeni
- Iwan Angełow (1882–1912) – bułgarski rewolucjonista
- Dymityr Ikonomow (1873–1922) – bułgarski rewolucjonista